# Dimajwe
Dimajwe est une ville du Botswana.